# Дерек Лам
Дерек Лам (на английски: Derek Lam) е американски моден дизайнер.

## Биография
Роден е в Сан Франциско, Калифорния и е американец от китайски произход. Лам е най-малкото от три деца на имигрантско семейство от четвърто поколение. Родителите на Лам са се занимавали с внос на дрехи от Азия, а баба му и дядо му са управлявали фабрика за сватбени рокли в Сан Франциско. Като малък Лам често пъти седял и „с възхищение наблюдавал шивачките“. 
Завършва училището за дизайн „Парсънс“ (Parsons) през 1990 г. През 90-те години в продължение на 4 години работи като асистент при Майкъл Корс. Не след дълго се премества в Хонг Конг да работи за известна верига за дрехи, като след няколко години се завръща обратно в Ню Йорк и заема позицията на моден вицепрезидент за линията на Майкъл Корс.
През 2003 г. Дерек Лам лансира своя собствена линия за дрехи като дебютира по време на нюйоркската седмица на модата. През 2005 г. печели награда за новоизгряващ дизайнер от съвета на американските модни дизайнери. Освен линия за дрехи, Лам има своя линия обувки и бижута. През февруари 2010 г. лансира интернет сайт за онлайн продажба на избрана колекция от конфекция и аксесоари.
Дизайнерът основно е познат с красивите момичешки модели с изчистени силуети. Негова запазена марка са тесните рокли от груба коприна с дълбоки деколтета, панталоните с широки крачоли от различни видове или вълна, фин кашмир, както и палта стегнати с копринени колани. Освен че е ангажиран с производството на собствена линия за дрехи, Дерек Лам работи и като криейтив директор за италианската компания Tod's („Тодс“), където отговаря за конфекцията и аксесоарите.
Омъжен е за своя бизнес партньор, Жан-Хендрик Шлотман.